# Gunapala Piyasena Malalasekera
Gunapala Piyasena Malalasekera, né le 8 novembre 1899 et mort le 23 avril 1973 à Colombo, est un diplomate et lettré sri-lankais, professeur et écrivain influent dans le domaine de la civilisation bouddhiste et du pāli. Il fut, en 1950, l'initiateur de la création de l'Organisation mondiale des bouddhistes.

## Biographie
Il est né à dans la région de Panadura (Sri Lanka). Il étudie tout d'abord au Ceylon Medical College (en), en 1917, et fréquente de 1923 à 1926 la School of Oriental Studies (tel était alors son nom), à l'université de Londres, où il étudie auprès de Caroline A. F. Rhys Davids Par la suite, il enseigne sur le thème « pali et civilisation bouddhique », donnant de pali, de sanskrit et de cinghalais à la University of Ceylon. Avec cette fonction, il aura une très grande influence sur au moins deux générations d'indologistes et de bouddhologues sri-lankais .
Par ailleurs, G.P. Malalasekera fut aussi un diplomate éminent. Il occupa la fonction d'ambassadeur du Sri Lanka en Union Soviétique, Pologne, Tchécoslovaquie et Roumanie. Il fut également représentant permanent du Sri-Lanka aux Nations Unies entre 1961 et 1963 et présida le All Ceylon Buddhist Congress de 1939 à 1958. Il lança aussi la première conférence du World Fellowship of Buddhists, en 1950 et devint l'éditeur en chef de l'Encyclopaedia of Buddhism en 1956,.

## Œuvre
On lui doit de nombreux ouvrages et articles, en particulier The Pāli Literature of Ceylon (1928) et A Dictionary of Pāli Proper Names, (1937-1938), un livre de plus de 2500 pages. Il fut également directeur de publication de l'Encyclopaedia of Buddhism (1961), œuvre qu'André Bareau présente ainsi, tout en relevant la valeur du Dictionary : 

« (...) monumentale encyclopédie bouddhique entreprise sous l'égide du gouvernement ceylanais et sous la direction effective de l'un des plus éminents spécialistes des études bouddhiques, le professeur Malalasekera, à qui l'on doit entre autres le célèbre et combien précieux Dictionary of Pali Proper Names, qui vient d'être réédité à la grande satisfaction de tous ceux qui s'intéressent au Bouddhisme. (...) [E]lle est rédigée en anglais et fondée (...) principalement sur les sources indiennes du Bouddhisme sans pourtant délaisser les documents et les éléments relevant du bouddhisme de l'Extrême-Orient. Pour aboutir plus sûrement à ce résultat, M. Malalasekera n'a pas hésité à faire appel à la plus large collaboration internationale, et à demander aux plus grands spécialistes de tous les pays, d'Occident et d'Orient, de réunir de petites équipes aux membres desquels chacun d'eux demanderait de rédiger tel ou tel article selon ses compétences »

En outre, c'est sous sa présidence du All Ceylon Buddhist Congress que fut créé le Tripitaka Trust, qui avait pour tâche de traduire le Tripitaka du pali en singhalais.

### Publications
- (en) The Pâli Literature of Ceylon, London, Royal Asiatic Society of Great Britain and Ireland, 1928, 329 p. (lire en ligne)
- (pa + en) A Dictionary of Pāli Proper Names, London, John Murray, 1937 [vol. i] / 1938 [vol. ii], 2545 p. (lire en ligne)PDF de la version papier sur archive.org